# Bradwell (Buckinghamshire)
Bradwell – była wieś, a obecnie civil parish będąca częścią miasta Milton Keynes, w Buckinghamshire, w Anglii. W 2011 civil parish liczyła 9657 mieszkańców. Bradwell jest wspomniana w Domesday Book (1086) jako Bradew(uu)elle.